# Tom Hopkinson
Pour les articles homonymes, voir Hopkinson.
Tom Hopkinson, né le 19 avril 1905 et mort le 20 juin 1990 était un journaliste, éditeur de magazine, auteur et enseignant britannique.

## Biographie
Né à Manchester, Hopkinson grandit dans le Lancashire avant de sortir diplômé du Pembroke College de l'université d'Oxford (1927). 
Journaliste à Londres, il s'illustre éditeur de Lilliput puis en tant que rédacteur en chef du Picture Post de 1940 à 1950 avant de devenir secrétaire de rédaction du News Chronicle. En 1958, il s'installe en Afrique du Sud où pendant 3 ans et demi, il publie la revue Drum, revue essentiellement destinée aux populations noires du pays. Il se rend plusieurs fois au Ghana et au Nigéria où il créait des éditions locales de Drum et se trouve témoin des combats qui se déroulent au Congo à la suite de la proclamation de l'indépendance.
Il est l'auteur de plusieurs livres, de nouvelles et d'une brève étude critique sur George Orwell. Son livre In the fiery continent raconte ses expériences africaines. Il est également l'auteur d'un livre témoignage sur l'Afrique du Sud publié par les collections Time/Life et préfacé par Joost de Blank, ancien archevêque anglican du Cap.
Après l'Afrique du Sud, il s'installe au Kenya pour dispenser des cours techniques à l'intention des journalistes africains pour l'institut de presse internationale.  
Dans les années 1970, il fonde et dirige le Centre des études de journalisme au collège universitaire de Cardiff (1970-1975). Après être retourné à Oxford, il publie son auto-biographie Of This Our Time concernant la période 1905-1950. 
Il a été armé chevalier par la reine Elizabeth en 1978. 